# Championnat de France masculin de hockey sur gazon 2015-2016
Navigation
2014-2015 2016-2017
Le championnat de France de hockey sur gazon 2015-2016 est la 109e édition de ce championnat « Élite » qui constitue le plus haut échelon de compétition masculine de hockey sur gazon en France.
La saison se déroule en deux temps. Lors de la première phase, les huit équipes du championnat s'affrontent en matchs aller retour. Dans un second temps, les quatre premiers de la saison régulière jouent le Top 4 et les quatre derniers les play down. Les deux équipes qui terminent aux deux premières places du Top 4 s'affrontent pour le titre. L'équipe qui termine dernière des play down est relégué et l'équipe qui la précède doit jouer un match de barrage face au second de Nationale 1.
Comme la saison précédente, le Racing club de France remporte le titre, le 21e de son histoire, face au Saint-Germain-en-Laye Hockey Club.

## Clubs participants et calendrier

### Déroulement de la saison
La formule du championnat change : le championnat Élite qui était composé de 10 équipes passe à 8 équipes. Le championnat est composé de deux phases. Une première phase de saison régulière qui a désormais lieu sous une poule unique où les équipes se rencontrent deux fois (matchs aller et retour) sur 14 journées. Puis dans la seconde phase, les quatre premières équipes jouent le Top 4 pour le titre et les équipes qui étaient entre la 5e et la 8e place les play down.
Lors de la seconde phase (Top 4 et play down), les équipes se rencontrent en match aller et retour sur trois week-ends (6 journées). À  l’issue de cette  phase, les deux premiers du Top 4 sont qualifiés pour la finale qui se déroule sur un match sec. En ce qui concerne les play down, le club classé 4e descend en Nationale 1 tandis que le club classé 3e joue un barrage contre le deuxième de Nationale 1 sur le terrain du club Élite en match aller et retour. Le vainqueur évoluera en Élite lors de la saison 2016/2017.
Le règlement prévoyait initialement que le champion de France et le vainqueur du Top 4 (ou le champion de France et le finaliste du championnat si le vainqueur du championnat est identique à celui du Top 4) se qualifie pour l'Euro Hockey League 2016-2017. Cependant, une erreur a été commise par la Fédération. Celle-ci a en effet envoyé aux clubs le mauvais règlement. Finalement, c'est le vainqueur du Top 8 qui participera à la prochaine édition de la compétition européenne ainsi que le champion de France.

### Clubs engagés pour la saison 2015-2016
Les six équipes ayant participé au Top 6 lors de la saison précédente et les deux équipes ayant terminé aux deux premières places de la deuxième phase participe à la compétition. Le champion en titre est le 
Racing club de France qui a remporté le dernier championnat 3 à 1 face au Saint-Germain-en-Laye Hockey Club lors de la finale à Paris.
| \| Lille HC FC Lyon hockey Paris Jean-Bouin Racing Club de France CA Montrouge Wattignies HC Le Touquet ACH Saint-Germain-en-Laye \| Localisation des clubs engagés dans le championnat. |
| Lille HC FC Lyon hockey Paris Jean-Bouin Racing Club de France CA Montrouge Wattignies HC Le Touquet ACH Saint-Germain-en-Laye                                                           |

| Club                              | Nombre de titres | Classement saison 2014-2015 | Entraîneur       | Stade                              |
| --------------------------------- | ---------------- | --------------------------- | ---------------- | ---------------------------------- |
| Wattignies HC                     | 0                | 6e (Top 6)                  | Stéphane Drieux  | CREPS de Wattignies                |
| Cercle athlétique de Montrouge    | 5                | 5e (Top 6)                  | Philippe Gourdin | Stade Paul Montay                  |
| FC Lyon hockey                    | 11               | 2e (2e phase)               | Bertrand Santin  | Stade Henri-Cochet                 |
| Le Touquet AC hockey              | 0                | 4e (Top 6)                  | Henri Cavenaille | Centre Ferdi Petit                 |
| Lille Métropole Hockey Club       | 15               | 3e (Top 6)                  | Pol Gantois      | Stade de la rue Henri Delescaux    |
| Paris Jean-Bouin                  | 0                | 1re (2e phase)              | Bertrand Rebours | Pelouses de l'hippodrome d'Auteuil |
| Racing club de France             | 20               | 1re (Top 6)                 | Gael Foulard     | Golf de la Boulie                  |
| Saint-Germain-en-Laye Hockey Club | 6                | 2e (Top 6)                  | Pascal Poulenc   | Stade Georges-Lefèvre              |

### Calendrier
La saison débute en septembre. Une pause hivernale est observée entre les mois de novembre et de mars. La saison reprend début avril et elle se termine le 29 mai 2016. Le 9 mars 2016, les finales des championnats Elite Hommes, Elite Femmes et Nationale 1 Femmes sont attribuées au club de Douai.

## Pré-saison

### Transferts
Le Racing club de France perd quatre joueurs. Olivier Sanchez a déménagé pour des raisons professionnelles à Antibes. Patrick Habblawetz est également parti ainsi que James Kirkpatrick qui est reparti au Canada. Jean-David Koch, le meilleur buteur du championnat lors des saisons 2012-2013 et 2013-2014, se concentre sur ces études de droit au moins jusqu'en novembre. Le Racing a recruté Jacinto Dominguez qui vient à Paris pour poursuivre ses études de médecine ainsi que Eduardo Campuzano et Dylan Dominik. Pour le FC Lyon Henri Cochet hockey club, six joueurs partent. Ces départs sont compensés par les arrivées de Julien Damet et Arnaud Guyonnet qui arrivent du LOU ainsi que par le retour de Jean-Baptiste Forgues et Gaspard Baumgarten. Tom Smeele rejoindra le club plus tard dans la saison.

### Objectifs
Le FC Lyon Henri Cochet hockey club est un prétendant au Top 4. Pour le président de la Fédération française de hockey, Olivier Moreau, le Saint-Germain-en-Laye Hockey Club est un des favoris pour le titre. Le Racing club de France, champion au titre, vise au moins une place dans les quatre premiers dans le Top 8.

## Saison régulière

### Résumés des rencontres par journée

#### 1rejournée
Lors de cette première journée, seul le Racing club de France parvient à s'imposer face au FC Lyon Henri Cochet hockey club. Le Racing s'est imposé grâce à deux buts de Simon Martin-Brisac dans les deux et troisième quarts temps,. Le Racing a ensuite manqué un Penalty stroke (en) avant d'encaisser un but et de subir en fin de match,.
Les autres rencontres se terminent par des matchs nuls. Le Paris Jean-Bouin  accroche le Saint-Germain-en-Laye Hockey Club. Le derby du Nord entre Lille Métropole Hockey Club et Wattignies HC se terminent par un 0-0. Le match entre le Cercle athlétique de Montrouge et Le Touquet AC hockey se termine à 2-2.

#### 2ejournée
Le Racing club de France s'impose 5-1 face au Paris Jean-Bouin grâce à des buts de Maxime Cheron, Nicolas Martin-Brisac, Christophe Peters-Deutz, Simon Martin-Brisac et Antoine Ferec. Déçu par son match nul face au Paris Jean Bouin, le week-end précédent, le Saint-Germain-en-Laye Hockey Club est « revanchard ». Le club des Yvelines l'emporte 7-1 face Wattignies HC. William Jeammot a ouvert la marque à la 19e minute. Saint Germain a inscrit six buts en 2e période par Blaise Rogeau, Gregory Samson, Joris Harou, Thomas Pauchet, Francois Goyet et Kevin Mercurio. Lors de ce match, Jean-Baptiste Pauchet reçoit son trophée de meilleur buteur de la saison passée,. Le FC Lyon Henri Cochet hockey club l'emporte 1-0 face au Le Touquet AC hockey grâce à un but de Guillaume Pin sur un Penalty corner (en). Lille Métropole Hockey Club l'emporte également 1-0 face au Cercle athlétique de Montrouge grâce à Theophile Ponthieu.
Le Racing conserve la tête du championnat devant le Saint-Germain-en-Laye Hockey Club et le Lille Métropole Hockey Club.

#### 5ejournée
Le match entre le Cercle athlétique de Montrouge et le Paris Jean-Bouin s'était initialement terminé par un match nul 1-1. Cependant, alors qu'il y avait 1-0 pour Montrouge, le gardien du Paris Jean-Bouin avait reçu un carton jaune mais n'avait pas quitté le terrain. Le Paris Jean Bouin avait égalisé dans les dernières secondes du match. Le but a été invalidé et les dernières minutes du match ont été rejoués le 21 novembre 2015. Aucun but n'a été marqué et Montrouge l'a donc emporté 1-0.

#### 7ejournée
Le duel de cette journée oppose le Saint-Germain-en-Laye Hockey Club au Racing club de France. Après six matchs cette saison, le Saint-Germain-en-Laye Hockey Club en est à trois victoires, un nul et deux défaites alors que le Racing a remporté ces six matchs. Le match est physique et équilibré lors de ce « classique ». Les deux gardiens brillent lors de la première mi-temps et aucun but n'est inscrit. Dans le dernier quart temps, Saint-Germain-en-Laye Hockey Club marque le seul but du match par Kévin Mercurio à la suite d'une combinaison sur penalty corner (en).
À la suite de cette journée, le Racing est toujours en tête mais ne compte plus que deux points d'avance sur le FC Lyon Henri Cochet hockey club et huit points sur le Saint-Germain-en-Laye Hockey Club.

#### 8ejournée
Lors de cette huitième journée, le Racing club de France accueille son dauphin le FC Lyon Henri Cochet hockey club. Lors de ce match, le Racing l'emporte 5-2 à domicile après avoir été mené 2-1 à la mi-temps. Les buts du club des Yvelines ont été marqués par Dylan Dominik à deux reprises, Jacinto Domingo, Nicolas Martin-Brisac et Simon Martin-Brisac.
À la suite de cette journée, le Racing dispose de cinq points d'avance sur son dauphin, le FC Lyon.

#### 10ejournée
Le Racing club de France domine largement Wattignies HC grâce à un doublé de Martin-Brisac et des buts de Christophe Peters-Deutz, Nicolas Martin-Brisac et Jean-Laurent Kieffer.

#### 11ejournée
Le Racing club de France domine Cercle athlétique de Montrouge. Il s'agit de la quinzième victoire du club en dix huit matchs lors de l'année 2015. Simon Martin-Brisac a ouvert la marque dès la première minute sur un Penalty stroke (en). Ce penalty stroke avait été obtenu à la suite d'un tir de Christopher Peters-Deutz arrêté sur la ligne de but par un pied d'un joueur lyonnais. Jean-Laurent Kieffer a inscrit le second but du Racing sur une passe de Jules Francotte. En début de la seconde mi-temps, le troisième but est inscrit par Maxime Cheron. Le Saint-Germain-en-Laye Hockey Club  s'est imposé 2-1 au Touquet et le  Paris Jean-Bouin l'a emporté à Wattignies.
À l'issue de cette journée, le club dispose de 7 points d'avance sur le Saint-Germain-en-Laye Hockey Club. Le  Lille Métropole Hockey Club  et le FC Lyon Henri Cochet hockey club sont respectivement troisième et quatrième.

#### 14ejournée
Lors de cette dernière journée du Top 8, le Racing club de France affronte le Saint-Germain-en-Laye Hockey Club. Les deux équipes ont appris quelques jours avant le match que celui-ci était qualificatif pour une place en Euro Hockey League pour la saison suivante. En effet, la Fédération avait commis une erreur dans son règlement de la saison (elle avait communiqué aux clubs sur le fait que c'est le vainqueur du Top 4 qui est qualifié alors qu'il s'agit du vainqueur du Top 8). Pour la quatrième place, le Paris Jean-Bouin doit s'imposer s'il veut conserver une chance de passer devant le FC Lyon Henri Cochet hockey club.
Le Racing club de France a réussi à tenir en échec (2-2) le Saint-Germain-en-Laye Hockey Club et obtenir le premier billet qualificatif pour la prochaine Coupe d'Europe. Le Racing a ouvert le score à la quatrième minute par Christophe Peters-Deutz. Quelques minutes plus tard, l'attaquant espagnol de Saint Germain, Guillem Roig, a égalisé contre le cours du jeu. À la 27e minute de jeu, le Racing a repris l'avantage par Jacinto Domingo Perez ce qui permet au Racing de mener 2 buts à 1 à la mi-temps. La seconde mi-temps est dominé par le Saint-Germain-en-Laye Hockey Club et à dix minutes de la fin du match, Grégoire Samson égalise sur penalty corner (en). Malgré le remplacement de son gardien par un joueur de champ, Saint-Germain ne marque pas un troisième but. Dans les autres matchs, le Lille Métropole Hockey Club s'impose 5-0 sur le terrain du Paris Jean-Bouin. Le FC Lyon Henri Cochet hockey club s'impose 5-2 face au Cercle athlétique de Montrouge notamment grâce à un doublé de son attaquant international Gaspard Baumgarten ce qui qualifie le club pour le Top 4. Dans le dernier match, Wattignies HC l'emporte 2-1 à domicile face au Le Touquet AC hockey. Le Racing qui a été en tête du championnat pendant l'intégralité du Top 8 termine premier.

### Tableau synthétique des résultats
| Résultats (dom.\ext.)                                      | WAT | MON | LYON | TOU | LMHC | PJB | RCF | SGHC |
| Wattignies HC                                              |     | 5-2 | 0-5  | 2-1 | 0-0  | 0-3 | 0-1 | 1-2  |
| Cercle athlétique de Montrouge                             | 1-0 |     | 2-5  | 2-2 | 1-2  | 1-0 | 0-3 | 2-1  |
| FC Lyon hockey                                             | 2-0 | 5-2 |      | 1-0 | 7-4  | 4-1 | 1-2 | 3-2  |
| Le Touquet AC hockey                                       | 2-1 | 1-2 | 5-3  |     | 3-2  | 2-3 | 0-2 | 1-2  |
| Lille Métropole Hockey Club                                | 6-1 | 1-0 | 5-1  | 4-1 |      | 4-0 | 4-3 | 1-2  |
| Paris Jean-Bouin                                           | 3-2 | 1-0 | 4-4  | 2-1 | 0-5  |     | 1-2 | 3-3  |
| Racing club de France                                      | 5-0 | 2-0 | 5-2  | 1-1 | 8-4  | 5-1 |     | 2-2  |
| Saint-Germain-en-Laye Hockey Club                          | 7-1 | 8-2 | 7-3  | 1-0 | 3-2  | 1-1 | 1-0 |      |
| - Victoire à domicile - Match nul - Victoire à l'extérieur |     |     |      |     |      |     |     |      |

### Classement de la saison régulière
| Rang | Équipe                            | Pts | J  | G  | N | P  | Bp | Bc | Diff |
| ---- | --------------------------------- | --- | -- | -- | - | -- | -- | -- | ---- |
| 1    | Racing club de France T           | 32  | 14 | 10 | 2 | 2  | 41 | 17 | +24  |
| 2    | Saint-Germain-en-Laye Hockey Club | 30  | 14 | 9  | 3 | 2  | 42 | 22 | +20  |
| 3    | Lille                             | 25  | 14 | 8  | 1 | 5  | 44 | 30 | +14  |
| 4    | FC Lyon Henri Cochet hockey clubP | 22  | 13 | 7  | 1 | 5  | 42 | 38 | +4   |
| 5    | Paris Jean-BouinP                 | 18  | 13 | 5  | 3 | 5  | 22 | 30 | -8   |
| 6    | Cercle athlétique de Montrouge    | 13  | 14 | 4  | 1 | 9  | 17 | 36 | -19  |
| 7    | Le Touquet AC hockey              | 11  | 14 | 3  | 2 | 9  | 20 | 28 | -8   |
| 8    | Wattignies HC                     | 7   | 14 | 2  | 1 | 11 | 13 | 40 | -27  |

| Rang | Équipe                            | Pts | J  | G  | N | P  | Bp | Bc | Diff |
| ---- | --------------------------------- | --- | -- | -- | - | -- | -- | -- | ---- |
| 1    | Racing club de France T           | 32  | 14 | 10 | 2 | 2  | 41 | 17 | +24  |
| 2    | Saint-Germain-en-Laye Hockey Club | 30  | 14 | 9  | 3 | 2  | 42 | 22 | +20  |
| 3    | Lille                             | 25  | 14 | 8  | 1 | 5  | 44 | 30 | +14  |
| 4    | FC Lyon Henri Cochet hockey clubP | 22  | 13 | 7  | 1 | 5  | 42 | 38 | +4   |
| 5    | Paris Jean-BouinP                 | 18  | 13 | 5  | 3 | 5  | 22 | 30 | -8   |
| 6    | Cercle athlétique de Montrouge    | 13  | 14 | 4  | 1 | 9  | 17 | 36 | -19  |
| 7    | Le Touquet AC hockey              | 11  | 14 | 3  | 2 | 9  | 20 | 28 | -8   |
| 8    | Wattignies HC                     | 7   | 14 | 2  | 1 | 11 | 13 | 40 | -27  |

| Légende : Qualifications | Légende : Qualifications          |
| ------------------------ | --------------------------------- |
|                          | Qualification pour le Top 4       |
|                          | Play down                         |
|                          | (T) : Tenant du titre (P) : Promu |

## Phase finale

### Playoffs

#### 1ertournoi
Lors de ce premier tournoi de playoffs à Lille, le Racing club de France et le Saint-Germain-en-Laye Hockey Club ont remporté leurs deux matchs et ont pris une option pour la finale. Dans le premier match du week-end, le Saint-Germain-en-Laye Hockey Club s'est largement face au Lille Métropole Hockey Club huit buts à un. Les buts ont été inscrits par Jean-Baptiste Pauchet (3), William Jeammot (2), Oliver Rockall (2) et Fabien Pourcelet pour Saint Germain contre un but d’Étienne Tynevez pour Lille. Dans le second match, le Racing club de France domine Lyon 1-0 grâce un but de Jean-Laurent Kieffer. Le lendemain, le Saint-Germain-en-Laye Hockey Club s'impose 2-1 face au FC Lyon Henri Cochet hockey club grâce à des buts de Jean-Baptiste Pauchet et de Kevin Mercurio contre un but de Gaspard Baumgarten. Dans le dernier match du week-end, le Racing CLub de France l'a emporté 3 buts à 1 face à Lille avec des buts de Valentin Migneau pour Lille et d'Eduardo Campuzano, deChristopher Peters-Deutz et de Jacinto Domingo Perez pour le Racing.

#### 3etournoi
Lors de ce dernier week-end du Top 4, le Saint-Germain-en-Laye Hockey Club a décroché sa qualification pour la prochaine coupe d'Europe ainsi que pour la finale du championnat. Dans le premier match, le Racing club de France, à domicile et déjà qualifié pour la finale, a dominé 4-0 le Lille Métropole Hockey Club grâce à un triplé de Jean-Laurent Kieffer et un but d'Eduardo Campuzano,. Le match qui oppose le FC Lyon Henri Cochet hockey club au Saint-Germain-en-Laye Hockey Club est décisif pour la seconde place. Malgré une domination en début de match, les lyonnais ont concédé un but à la 21e par William Jeammot sur Penalty corner (en). A la 36e, Jean-Baptiste Pauchet marque le second but de Saint Germain sur une « raclette lobée ». Grâce à cette victoire, le club se qualifie pour sa neuvième finale en 10 ans où il affrontera pour la troisième année consécutive le Racing Club de France. Le lendemain, le FC Lyon Henri Cochet hockey club s'impose face au Lille Métropole Hockey Club 4-3 et termine à la troisième place. Le dernier match du week-end, les deux clubs des Yvelines s'affrontent dans une rencontre sans enjeux. Saint Germain qui en profite pour reposer ces joueurs importants est battu 3-2 par le Racing. Saint germain a ouvert la marque par William Jaemmot. A la 21e minute, le Racing a profité d'une infériorité numérique de Saint Germain pour égaliser et prendre l'avantage grâce à des buts de Nicolas Martin-Brisac et de Dylan Dominik. Thomas Pauchet a égalisé pour Saint Germain à la 34e minute et c'est finalement Jean-Laurent Kieffer 
qui a inscrit le but vainqueur pour le Racing à la 65e minute.

### Play down

#### 2etournoi
Lors de ce deuxième week-end des play down, les matchs se déroulent sur le terrain du Paris Jean-Bouin sur les pelouses de l'hippodrome d'Auteuil. Le premier jour, les deux matchs se terminent par des matchs nuls : 2-2 entre le Cercle athlétique de Montrouge et le Paris Jean-Bouin et 3-3 entre le Le Touquet AC hockey et le Wattignies HC. La seconde journée de ce second week-end est dominé par les deux clubs franciliens. Le Paris Jean-Bouin l'emporte 4-2 notamment grâce à un doublé de Timothée Menke. Ensuite, le Cercle athlétique de Montrouge remporte sa première victoire lors de ces play down et se replace au classement. À l'issue de ce week-end, les quatre équipes se tiennent en trois points.

#### 3etournoi
Ce dernier week-end est décisif : les quatre équipes peuvent se maintenir ou descendre en seconde division. Le Touquet AC hockey s'impose 4-3 face au Paris Jean-Bouin notamment grâce à un doublé d'Henry Cavenaile. Wattignies HC l'emporte 2-1 face au Cercle athlétique de Montrouge qui accueille les matchs de ce week-end. Le lendemain, Le Touquet affronte Wattignies. Après avoir mené la majeure partie du match, Le Touquet se fait rejoindre par Wattignies mais assure néanmoins son maintien. Le dernier match entre le Cercle athlétique de Montrouge et le Paris Jean-Bouin est à sens unique et en faveur du CA Montrouge. Le club s'impose en effet 6-0 et se maintient en première division avec le Touquet. Wattignies devra passer par un barrage face au second de Nationale 1. Le Paris Jean Bouin, favori des play down est relégué en Nationale 1.

### Classement des phases finales

#### Playoffs
| Rang | Équipe                             | Pts | J | G | N | P | Bp | Bc | Diff |
| ---- | ---------------------------------- | --- | - | - | - | - | -- | -- | ---- |
| 1    | Racing club de France T            | 16  | 6 | 5 | 1 | 0 | 16 | 10 | +6   |
| 2    | Saint-Germain-en-Laye Hockey Club  | 9   | 6 | 3 | 0 | 3 | 17 | 11 | +6   |
| 3    | FC Lyon Henri Cochet hockey club P | 7   | 6 | 2 | 1 | 3 | 10 | 11 | -1   |
| 4    | Lille                              | 3   | 6 | 1 | 0 | 5 | 9  | 24 | -15  |

#### Play down
| Rang | Équipe                         | Pts | J | G | N | P | Bp | Bc | Diff |
| ---- | ------------------------------ | --- | - | - | - | - | -- | -- | ---- |
| 1    | Le Touquet AC hockey           | 9   | 6 | 2 | 3 | 1 | 13 | 11 | +2   |
| 2    | Cercle athlétique de Montrouge | 8   | 6 | 2 | 2 | 2 | 13 | 8  | +5   |
| 3    | Wattignies HC                  | 8   | 6 | 2 | 2 | 2 | 12 | 14 | -2   |
| 4    | Paris Jean-BouinP              | 7   | 6 | 2 | 1 | 3 | 14 | 19 | -5   |

### Finale

#### Feuille de match
| Entraîneur : |
| Gaël Foulard |

| Entraîneur :   |
| Pascal Poulenc |

| Entraîneur : |
| Gaël Foulard |

| Entraîneur :   |
| Pascal Poulenc |

#### Résumé

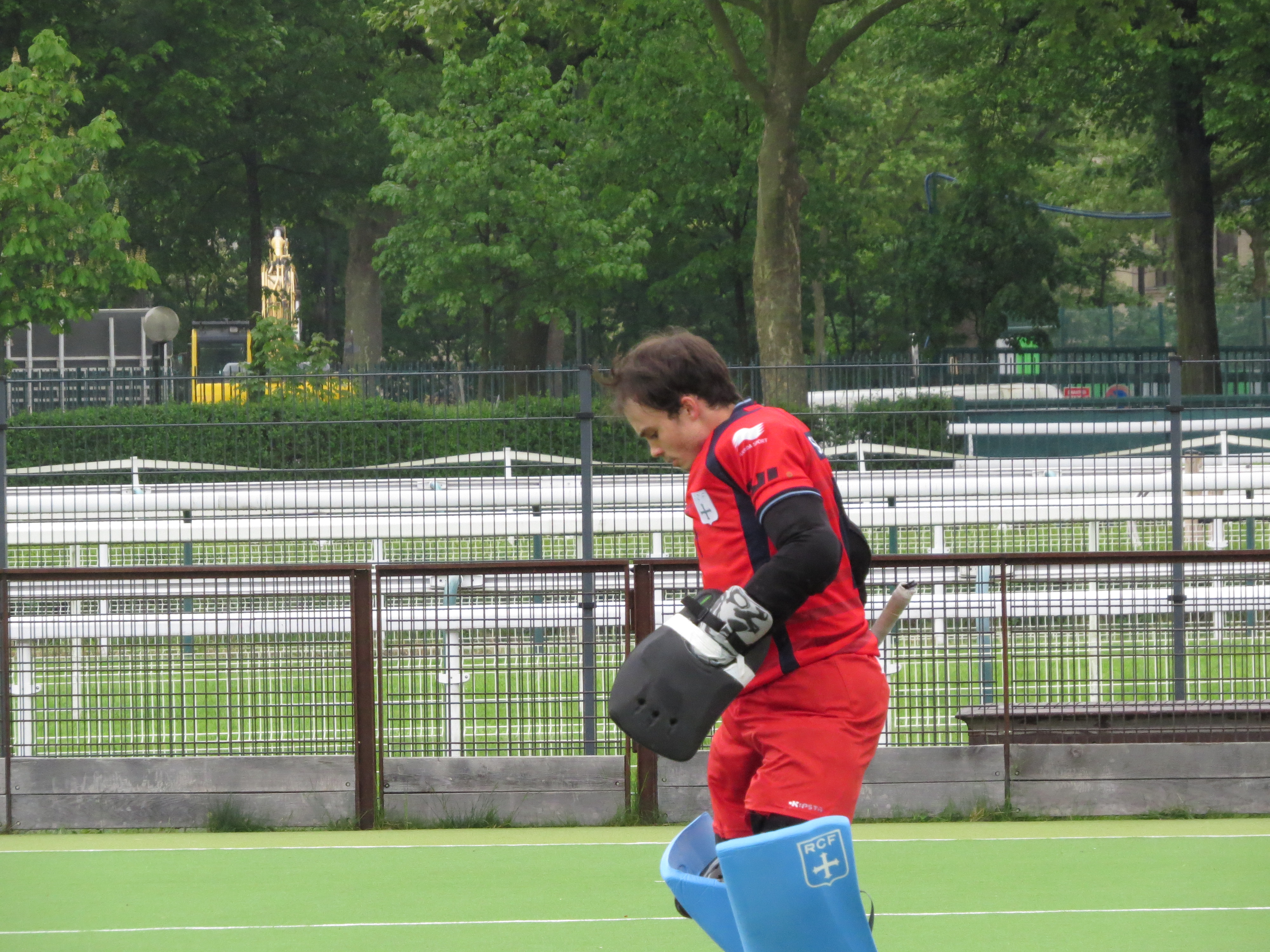
Corentin Saunier, ici lors de la finale du championnat 2015

Le Racing Club de France remporte le titre pour la deuxième année consécutive face au Saint-Germain-en-Laye Hockey Club,,. Le début de match a été fermé. A la 26e minute, le Racing se retrouve à neuf contre onze en raison de deux expulsions temporaires. Le score à la mi-temps est de 0-0. À la 36e minute, le Racing ouvre le score par son attaquant, Henri Pignerol. A la 41e minute, le Saint-Germain-en-Laye Hockey Club se procure une occasion mais Corentin Saunier, le gardien du Racing, réalise un triple arrêt devant Jean-Baptiste Pauchet et Blaise Rogeau. À la 50e minute, Simon Martin-Brisac permet au Racing de faire le break grâce à une combinaison sur un penalty corner (en). Il s'agit du 21e titre de champion de France du Racing.

### Barrage pour le maintien
Le match oppose le Wattignies Hockey Club au Amiens Sports Club les 25 et 26 juin. Les matchs ont lieu à 15h sur le terrain Philippe Richard au CREPS de Wattignies. Lors du premier match, une averse retarde le match de dix minutes. Wattignies domine les trois quarts temps du match et mène 3-0 à la 45e minute grâce à deux Penalty corner (en) de Leo Wainstein et un but de Benjamin Lahaut. Dans les dernières minutes du match, Amiens réduit la marque par Matthieu Catonnet et une déviation touche le poteau. Le lendemain, Amiens qui doit remonter les deux de retard de la veille domine dès le début du match et mène rapidement 2-0. En début de seconde mi-temps, Wattignies réduit la marque par Louis André sur un Penalty corner (en). Adrien Coffigniez marque une troisième but pour Amiens ce qui donne une égalité parfaite entre les deux clubs sur l'ensemble des deux matchs. En fin de match, Amiens domine mais ne parvient pas à marquer. Lors des deux prolongations de 7 min 30 s, aucune des deux équipes ne parvient à marquer. Les tirs au but départagent les deux équipes. Wattignies l'emporte 3-2 et se maintient en première division.